# Dr. Akagi
Dr. Akagi (Originaltitel: jap. カンゾー先生 Kanzō-sensei, dt. „Dr. Leber“; alternativer Schweizer Titel: „Kanzō-sensei – Doktor Leber rennt und rennt und rennt“) ist ein japanischer Film von Shōhei Imamura aus dem Jahr 1998. Der Film basiert auf einer Erzählung von Ango Sakaguchi.

## Handlung
Der Film spielt im Japan des Jahres 1945 in den letzten Wochen des Zweiten Weltkriegs. Dort ist Dr. Akagi, ein Arzt, der aufgrund des kriegsbedingten Benzinmangels seine Patienten zu Fuß aufsucht, aktiv. Seine Patienten, die meistens an Hepatitis leiden, behandelt er mit großer Hingabe und bekommt deshalb rasch den Spitznamen Kanzō-sensei (deutsch: Dr. Leber). Er forscht an den Ursachen der Hepatitis und ist mit einem verarmten Shintō-Priester und der Prostituierten Sonoko befreundet. Als er auf einen entflohenen niederländischen Kriegsgefangenen stößt, versteckt er ihn bei sich zuhause und therapiert ihn. Dabei stellt er fest, dass dieser vom Militär misshandelt wurde.

## Kritik
„Mit ironischem Augenzwinkern hat Imamura die einfachen Verhältnisse und überkommenen Wertvorstellungen des Kleinstadtlebens als bunten Bilderreigen inszeniert. Schärfer stellt er das Verhalten des Militärs dar, mit dem Dr. Akagi seiner Rezept-Verschreibungen wegen regelmässig aneinander gerät. Imamura greift in ungeschminkten Szenen die inneren Strukturen der Armee an und gibt dem Bild des hässlichen Soldaten, der in der Uniform brutalen Neigungen freien Lauf lässt, deutliche Konturen.“